# Byromville (Géorgie)
Byromville est une ville américaine située dans le comté de Dooly, en Géorgie. Selon le recensement de 2020, sa population est de 422 habitants.